# 乌马尔·克列姆廖夫
乌马尔·纳扎罗维奇·克列姆廖夫（羅馬化：Umar Nazarovich Kremlyov；1982年11月1日—），俄罗斯体育界人士和慈善家。他自2017年2月起担任俄罗斯拳击联合会秘书长和执行委员会委员。2020年底至今為國際拳擊協會（IBA）的主席。

## 生平
克列姆廖夫曾在莫斯科国立公共事业和建筑学院接受高等教育。据称，克列姆廖夫曾在运输公司Transstroykom LLC工作，2009年至2012年担任战略发展和现代化中心主席。他从年轻时就参与拳击运动。直到2017年7月，他已经是爱国者拳击推广公司的负责人，并与小罗伊·琼斯、费多尔·丘迪诺夫、德米特里·丘迪诺夫和米哈伊尔·阿洛扬等一流拳击手密切合作。现在他正在莫斯科的拳击进步中心积极工作和推广。2017年2月1日，克列姆廖夫成为俄罗斯拳击联合会秘书长和执行委员会委员。他参与组织了2019年在俄罗斯葉卡捷琳堡和烏蘭烏德主办的AIBA男女世锦赛等大型世界拳击赛事。2019年2月8日，他开创俄罗斯庆祝拳击日的先河，7月22日成为全世界庆祝的国际节日（2017年克列姆廖夫在红场组织了一次公开培训，约有3千人参加）。他还发起了全球拳击论坛，分别于2018年2月1日至4日在索契和2019年6月12日至16日在叶卡捷琳堡举行。
2018年11月3日，克列姆廖夫在莫斯科举行的国际拳击协会（AIBA）大会上以多数票（63票）当选国际拳击协会执行委员会委员，从而成为第一位被提名为国际拳击协会执行委员会委员的俄罗斯人。
2019年2月23日，在莫斯科举行的EUBC大会上，他以多数票（40票中的25票）当选为欧洲拳击联合会（EUBC）第一副主席。2019年11月21日，在AIBA特别执行委员会会议上，克列姆廖夫被提名为AIBA市场委员会主席，并在2020年为美洲、大洋洲和亚洲国家组织AIBA大陆论坛。2020年12月被選為國際拳擊協會主席，任內在俄烏戰爭上處理相關與運動員的方法未與國際奧會相同而被停權，2023年更因未處理好國際拳總貪腐與財政問題而使國際拳總被逐出國際奧會。

## 获奖
克列姆廖夫因对发展体育文化和体育事业做出的巨大贡献，被授予 "祖国功勋"二级勋章（2020年3月11日）。据克列姆廖夫介绍，他被授予俄罗斯联邦总统荣誉证书、"总统安全局成立25周年"奖章；收到俄罗斯联邦总统 "对他多年勤奋工作和积极参加社会活动"的感谢，以及圣乔治荣耀国际十字勋章。